# モンクロア協定
モンクロア協定（モンクロアきょうてい、スペイン語: Pactos de la Moncloa、正式には2つ存在し、敢えて名前をつけるなら公衆衛生計画および経済改革に関する合意と法律的および政治的行動計画に関する合意があった）は、1977年10月25日スペインのフランコ体制からの王政復古期にモンクロア宮殿で締結された合意であった。2日後のスペイン下院でその発展への認識と合意が取られ、11月11日上院で、アドルフォ・スアレスが議長を務めるスペイン政府の憲法制定議会、商工協会や同じ名前よ一部の組合を除くスペイン労働者委員会の支援を受けて、最終的にそれに署名することになるスペイン労働者総同盟と、26.39パーセントにも達した高いインフレ率を実行することを含めて民主制への体制移動の過程を安定的なものとすることを目的としていたスペイン全国労働者連合（CNT）の反対を受けながら行われた。